# Борис Цонев
Борис Топалов Цонев е български фолклорист и хореограф.
Роден е на 5 април (23 март стар стил) 1900 година в Плевен. Завършва гимназия, след което работи като учител, при което организира самодейни танцови състави. През 1928 година, окуражен от известния кавалджия Георги Кехайов, създава в Оряхово първата професионална група за български народни танци „Българска китка“, с която през следващите години развива широка концертна дейност в България и в чужбина. През 1935 година поставя спектакъла „Под нашето небе“ със собствено либрето и хореография по музика на Христо Манолов. След 1945 година е преподавател по народни танци във Висшето училище за телесно възпитание.
Борис Цонев умира на 30 март 1964 година.